# Trebinja, Koroška
Trebinja (nemško Treffen am Ossiacher See) je občina in vaško naselje v hribovju nad Zgornjo Dravsko dolino v okraju Beljak-dežela na avstrijskem Koroškem z 4.534 prebivalci (stanje na 1. januar 2021).

## Geografija

### Geografska lega
Občina Trebinja leži na prehodu iz Doline jezer (Seetal ali Gegendtal) v Beljaško kotlino z deli na zahodnem bregu Osojskega jezera, približno 8 km severno od Beljaka. Na severovzhodu se občina razteza do Osojščice, na jugozahodu preko doline Krastal, do Hochpirkacha in do Oswaldiberga. 

### Občinska struktura
Občino sestavlja sedem katastrskih občin, in sicer Trebinja  (nem.: Treffen), Bukovje (nem.: Buchholz), Osojska gora (nem.: Ossiachberg), Sedlo (nem.: Sattendorf), Dobrice (nem.: Töbring), Brdiče (nem.: Verditz) in Vogle (Winklern). 
Na ozemlju občine se nahaja sledečih 25 krajev in zaselkov (v oklepaju nemška imena in število prebivalcev, stanje 1. januar 2021):
| - Annenheim (704) - Puščava (Äußere Einöde) (178) - Bukovje (Buchholz) (123) - Nemški vrh (Deutschberg) (70) - Dobje (Eichholz) (11) - Goriče (Görtschach) (116) - Innere Einöde (30) - Kanzelhöhe (28) | - Köttwein (377) - Kras (102) - Lötschenberg (34) - Dolnja vas (Niederdorf) (130) - Zgornja vas (Oberdorf) (42) - Osojski vrh (Ossiachberg) (32) - Polanje (Pölling) (22) - Retzen (11) | - Sedlo (Sattendorf) (255) - Grad Trebinja (Schloss Treffen) (39) - Seespitz (273) - Stöcklweingarten (386) - Dobrice (Töbring) (348) - Trebinja (Treffen) (818) - Tschlein (0) - Brdiče (Verditz) (210) - Vogle (Winklern) (195) |

## Zgodovina
Najdbe iz leta 500 pr.n.š. kažejo na zgodnjo poselitev v bližini Gorič in v dolini Krastal. Okoli leta 45 n.št. in pozneje so današnjo občino Trebinja poselili Rimljani. Že takrat so v Krastalu lomili krastalski marmor, kar dokazujejo rimski kamni iz marmorja, ki so zazidani v župnijsko cerkev. Lahko tudi domnevamo, da je bila cestna postaja Santicum na območju St. Ruprecht am Moos. Po Itinerarium Antonini iz Ogleja čez prelaz Plöcken in skozi Dravsko dolino je vodila rimska vojaška cesta Via Julia Augusta preko Santicuma in naprej preko Trga na Koroškem, St. Peter am Bichl (mejnik) in Krnskega gradu do Virunuma. Pozneje zgrajena trgovska pot skozi Kanalsko dolino (zapisana v Tabuli Peutingeriana) bo tu povezana s prehodom čez Dravo. Nastalo je strateško pomembno cestno križišče.
Po Rimljanih so se tu naselili Slovani; slovanska imena »Trebina« za Treffen in »Konpolje« (= polje) za Pölling izhajajo iz tega časa.
Trebinja je bila prvič omenjena leta 860 v dokumentu, s katerim je frankovski kralj Ludvik Nemški dal kraljevski dvor pri Trebinju ("curtis ad Trebinam"), podaril 70 hub posesti salzburškemu škofu Adalvinu. Danes se domneva, da gre za posesti, ki so zdaj v bližini Trebinja, vendar v občini Beljak (v bližini vasi St. Ruprecht am Moos). Leta 878 je v darilni listini kralja Karlmana ponovno omenjeno ime Trebinja, ko je kraljevo posest prenesel na bavarski samostan Ötting (v istem aktu, ki je najstarejši izvirni dokument na Koroškem, se prvič omenja tudi današnji Beljak kot  pons Uillah). Samostan je leta 890 v Trebinju zgradil današnjo župnijsko cerkev sv. Maksimilijana. Posest Trebinja je bila v lasti samostana Ötting do cca. leta 907. Tega leta je gospostvo Trebinja prešlo v last škofije Passau vse do leta 1007, ko je velik del gospostva Trebinja pridobil grof Ozi, ki je na njej ustanovil Benediktinski samostan Osoje. Preostali del pa je prišel v last cesarju, ki ga je 1020 podelil grofu Oziju. Med leti 1050 in 1090 je ta posest prišla v roke rodbine Eppensteincev oziroma Markvarda Eppensteinskega. S poroko z dinastijo grofov Altshausen-Veringen je nastala njihova stranska linija grofov Trebinjskih, ki jo je začel Volfrad V. Leta 1163 so Volfrad Trebinjski, njegova žena Hema in njun edini sin Ulrik II. Trebinjski (oglejski patriarh) svojo lastnino v Trebinju, Tiffenu in Gračah prenesla na Oglejski patriarhat. Oglejski patriarhi so gospostvo Trebinja imeli v času med 1163 in 1245, nakar gospostvo prevzamejo v fevd grofje Ortenburški, Strmški, Koroške vojvode in Aufensteinerji, vse do velikega potresa leta 1348, ko grad utrpi velike poškodbe. Leta 1444 je Nikolaj Lichtensteinski kupil grad in posestvo od Jorga Puchaima, leta 1450 pa ga je kralj Friedrich IV. Med leti 1473 in 1483 so po gospostvu večkrat ropali Turki. Zaradi povezovanja Niklasa Lichtensteinskega z Matijo Korvinom, je cesar Friderik III. leta 1489 porušil nekaj Lichtensteinovih gradov in gospostev, med njimi tudi Trebinjo, njega pa zaprl na grad Tirol. Stari grad Trebinja ni bil več obnovljen. Gospostvo Trebinja pa je dobil v upravo vitez Laslo Prager. Lichtensteinski jo je spet dobil šele leta 1515. 
Dvorec Trebinja ob vznožju Ožboltove gore v Goričah je v 16. stoletju zgradila družina Liechtenstein. Ko ga je leta 1690 uničil potres, so ga leto kasneje obnovili.
Občina Trebinja je nastala leta 1850, leta 1984 pa je bila dvignjena v status trške občine.
Danes je Trebinja priljubljen turističen kraj, zlasti za poletni turizem, in letno beleži okoli 450.000 prenočitev. Gondola, ki je bila zgrajena od leta 1925 in odprta leta 1928, je še danes turistična atrakcija občine.

## Prebivalstvo
Po letu 590 so se na območje naselili Slovani. Tudi ta del Koroške so naselili zgodnji Slovenci oz. njihovi predniki za časa kneževine Karantanije. Od tedaj imamo tudi na tem območju slovenska ledinska imena ali krajevna imena, ki so bila tudi germanizirana, pa vendar to dokazuje prisotnost slovenščine v kraju. Na območju je potekala severna meja slovansko/slovenske poselitve, ki je bila sicer relativno redka – predvsem v nižje ležečih predelih kot je vas Trebinja in Goriče . V 8. stoletju se na območje redke poselitve doseljujejo Bavarci. 
Občina je na dan 1. januar 2021 imela  4.534 prebivalcev. Po veroizpovedi se 51,9% prebivalstva občine pripada rimskokatoliški cerkvi, 37,6% evangeličanski cerkvi in 0,8% islamu; 6,8% je brez verskega prepričanja. Občina je ena tistih občin na Koroškem, v kateri je protestantski delež največji.

## Kultura in znamenitosti
- Dvorec Trebinja - renesančni grad iz 16. stoletja
- Ruševine Starega gradu Trebinja -  ruševine gradu iz 11. stoletja
- Župnijska cerkev sv. Maksimilijana, Trebinja - katoliška župnijska cerkev s konca 9. stoletja
- Protestantska tolerantna molitvena hiša Einöde
- Elli-Riehl-Puppenwelt - muzej lutk z več kot 700 punčkami iz krp avtorja Elli Riehl
- Slap Finsterbach pri naselju Sattendorfu
- Velikanska sekvoja - Nadučitelj Ernst Steiner je leta 1900 sredi lokalnega območja Trebinje posadil sekvoja sekvojo, ki je imela sto let kasneje obseg 6,60 m pri tleh.
- Gobarski muzej Trebinja

## Osebnosti
- Volfrad Trebinjski († 1181), ustanovitelj plemiškega rodu Trebinjskih grofov
- Ulrik II. Trebinjski († 1182), Oglejski patriarh 1161–1181
- Georg Mayer (1768–1840), Krški škof 1827–1840
- Rudolf Kattnigg (1895–1955), skladatelj
- Guido Zernatto (1903–1943), politik in pisatelj
- Albert Bach (1910–2003), avstrijski general pehote
- Julius Hanak (1933–2019), luteranski teolog
- Helmut Mayer  (* 1966), Olimpijski veleslalomski prvak 1987